# Proterozoic
En geologia, el Proterozoic és un eó anterior a l'aparició de vida complexa en abundància a la Terra. L'eó Proterozoic s'estengué entre fa 2.500 i 544 milions d'anys. El Proterozoic és la porció més recent del que se solia anomenar temps Precambrià.
El Proterozoic consisteix en tres eres geològiques, de més antiga a més recent: 
- Paleoproterozoic
- Mesoproterozoic
- Neoproterozoic

Els esdeveniments que hi estan ben identificats són:
- La transició cap a una atmosfera més rica en oxigen durant el Mesoproterozoic.
- Diverses glaciacions, incloent-hi la hipotètica teoria de la Terra bola de neu durant el període Criogenià cap al Neoproterozoic tardà.
- El període Ediacarià (fa 635-524 milions d'anys), que es caracteritza per l'evolució de molts organismes multicel·lulars de cos tou.

## Registre geològic
El registre geològic del Proterozoic és de qualitat molt superior a la del període precedent, l'Arqueà. A diferència dels dipòsits arqueans d'aigües profundes, el Proterozoic presenta molts estrats que foren dipositats en extensos mars epicontinentals de poca profunditat; a més, moltes d'aquestes roques estan menys metamorfosades que les de l'Arqueà, i de fet moltes d'aquestes romanen inalterades. L'estudi d'aquestes roques mostra que, durant aquest eó, van tenir lloc una integració continental massiva i ràpida, única en el Proterozoic, cicles de supercontinents i una activitat orogènica totalment moderna.
Les primeres glaciacions conegudes tingueren lloc durant el Proterozoic; una d'aquestes va començar poc després de l'inici de l'eó, mentre que n'hi hagué com a mínim quatre més durant el Neoproterozoic, culminant en la «Terra bola de neu» de la glaciació Varanger.

## Acumulació d'oxigen
Un dels esdeveniments més importants del Proterozoic fou l'acumulació d'oxigen en l'atmosfera terrestre. Malgrat que s'havia alliberat oxigen per mitjà de la fotosíntesi ja en temps de l'Arqueà, no va poder acumular-se de manera significativa fins que les «esponges químiques» -sofre i ferro oxidats- no foren emplenades; fins fa uns 2.300 milions d'anys, l'oxigen només estava en un nivell d'entre un 1% i un 2% de l'actual. Els llits de ferro bandat, que representen gran part del mineral fèrric del món, també foren una «esponja química» important; gran part de l'acumulació va cessar després de fa 1.900 milions d'anys, a causa de o bé un increment en l'oxigen o d'una mescla més homogènia de la columna d'aigua oceànica.
Els dipòsits d'hematita indiquen un increment en l'oxigen atmosfèric a partir de fa 2.000 milions d'anys; no es troben en roques més antigues. L'acumulació d'oxigen es degué probablement a dos factors: l'emplenament de les «esponges químiques» i un increment en l'enterrament de carboni, que ocultà compostos orgànics que, altrament, haurien estat oxidats per l'atmosfera.

## Vida
Les primeres formes de vida avançades, tant unicel·lulars com multicel·lulars, coincideixen amb l'acumulació d'oxigen; això es pot deure a un increment en els nitrats oxidats que fan servir els eucariotes, en contrast als cianobacteris. També fou en el Proterozoic que va desenvolupar-se la primera relació simbiòtica entre els mitocondris (per als animals i els protists) i cloroplasts (per a les plantes) i els seus hostes.
L'expansió d'eucariotes com els acritarcs no fou un obstacle per a la dels cianobacteris; de fet, els estromatòlits assoliren el seu punt de màxima abundància i diversitat durant el Proterozoic, fa uns 1.200 milions d'anys.
Clàssicament, el límit entre el Proterozoic i el Paleozoic estava situat a la base del període Cambrià, quan aparegueren els primers fòssils dels animals coneguts com a trilobits i els arqueociats. A la segona part del segle xx, se'n trobaren unes quantes formes fòssils en roques del Proterozoic, però el límit del Proterozoic es mantingué en la base del Cambrià -situada actualment en fa 542 milions d'anys.